# Richard Anthony Salisbury
Richard Anthony Salisbury (Leeds, 2 de maio de 1761 — 1829) foi um botânico britânico.